# یواس‌اس استراتفورد (ای‌پی-۴۱)
یواس‌اس استراتفورد (ای‌پی-۴۱) (به انگلیسی: USS Stratford (AP-41)) یک کشتی بود که طول آن ۲۶۱ فوت (۸۰ متر) بود. این کشتی در سال ۱۹۱۸ ساخته شد.